# Гренландия во Второй мировой войне

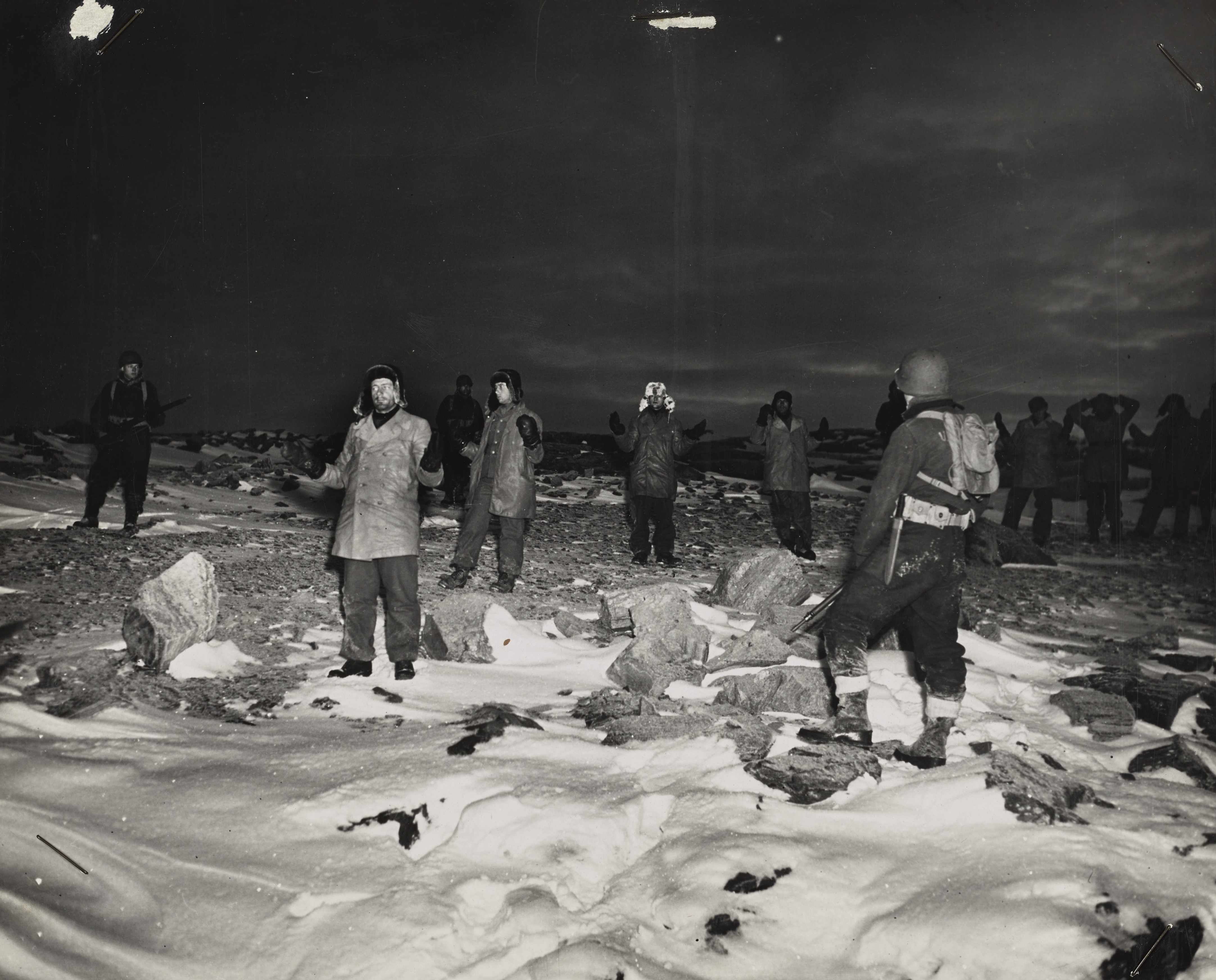
Сотрудники метеостанции «Эдельвейс II» Edelweiss II, взятые в плен американцами

Во время Второй мировой войны (1939-1945) Гренландия оставалась частью Дании, которая не была оккупирована нацистскими войсками, после капитуляции Дании в апреле 1940 года. При этом, жители острова опасались оккупации острова со стороны Великобритании, США или Канады. Чтобы не возникло конфликта между союзниками, США выступила гарантом сохранения статуса Гренландии, свободной от оккупации. С декабря 1941 года, когда США вступили во Вторую мировую войну, Гренландия также включилась в войну.
В 1941—1945 годах в Гренландии, силами американцев, было установлено оборудование для наблюдения и координации воздушного и морского сообщения: радиомаяки, радиостанции, метеостанции, порты, склады, артиллерийские противовоздушные батареи и поисково-спасательные отряды. Все гражданские перемещения вдоль побережья Гренландии контролировала Береговая охрана США. На протяжении всей Второй мировой войны, Гренландия вела торговлю с США, Канадой и Португалией традиционным экспортным сырьем: криолитом. Гренландия сумела увеличить экспорт, за счет чего произошёл рост экономики.

## Период нейтралитета
До начала Второй мировой войны, Гренландия, как колония Дании, полностью зависела от принимаемых решений и весь экспорт проводила через Данию, по сути оставаясь закрытой для остального мира. После капитуляции Дании 9 апреля 1940 года, Гренландии пришлось самостоятельно выстраивать взаимоотношения с внешним миром, учитывая то, что 
военно-морской флот Великобритании перехватывал практически все морские суда, отправлявшиеся от берегов Европы, которую контролировала нацистская Германия и её союзники. Великобритания и Канада первоначально планировали разместить свои войска на острове, но США, сохраняя нейтралитет в войне, решительно воспротивилась вмешательству «третьей стороны» в дела Гренландии. Шерифы («ландшафтники») Южной и Северной Гренландии, Эске Брун и Аксель Сване, ссылаясь на чрезвычайный пункт закона 1925 года, определяющего порядок управления Гренландией, объявили Гренландию самоуправляющейся территорией, считая, что это отвечает интересам колонии, поскольку Дания оставалась оккупированной нацистской Германией. Этот шаг был предпринят в координации с послом Дании в Соединённых Штатах Хенриком Кауфманом и Государственным департаментом США, что согласовывалось с американской декларацией 1920 года о том, что ни одна третья нация не будет принята в качестве суверена в Гренландии. Эта дипломатическая позиция рассматривалась как продолжение доктрины Монро .
Хотя датское правительство оставалось у власти и по-прежнему считало себя нейтральным, оно было вынуждено подчиняться Нацистской Германии в вопросах внешней политики. Кауфман сразу же признал, что его правительство не может осуществлять свой полный суверенитет, и поэтому начал действовать независимо. 13 апреля 1940 он провёл консультацию с шерифами Гренландии, и после некоторых разногласий они согласились признать его своим представителем в США. Поскольку США не предлагали Гренландии дипломатическое признание и помощь, если местная администрация не будет независимой, 3 мая 1940 шерифы сообщили местному консультативному парламенту («Ландсраад»), что «не было иного выбора», кроме как действовать как суверенное государство. Датское правительство пыталось продолжать управление колонией, через приказы в колонию по радио и через Португалию, но эти сообщения игнорировались . На это решение повлияла их решимость избежать канадской оккупации и, таким образом, непосредственного втягивания в войну.
Гренландцы также знали о сильном норвежском присутствии в Канаде и в случае оккупации Гренландии со стороны Канады, были опасения в том, что на её территории будут размещены Свободные норвежские силы . Это был повод для беспокойства, поскольку норвежцы боролись за контроль над частью территории острова в 1930-х годах, пока Постоянная палата международного правосудия не урегулировала спор в 1933 году . Опасаясь внешнего вмешательства, Гренландия запросила помощи у США, министерство финансов которых согласилось направить суда береговой охраны США, USCGC Comanche и USCGC Campbell с припасами и консульской группой для создания временного консульства в Годтхаабе. Принятие защиты от американцев, чей авторитет в мире был весомым, рассматривалось правительством Гренландии как наименьшая угроза своему суверенитету . «Команч» прибыл в Ивиттуут 20 мая и в Годтхааб 22 мая, тем самым установив прямые дипломатические отношения с Гренландией . Через две недели Канада направила в Годтхааб консула и вице-консула.

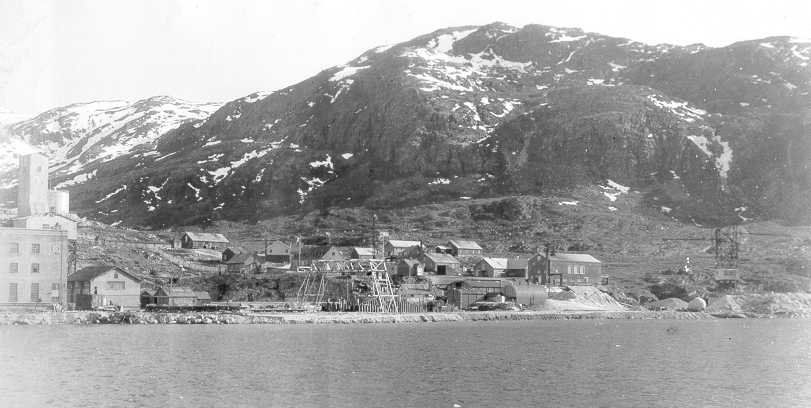
Криолитовый рудник Ивиттуут на юго-западе Гренландии, 1940 г.

В 1940 году главной заботой всех заинтересованных сторон было обеспечение стратегически важных поставок криолита из рудника в Ивиттууте. Криолит был ключевым компонентом, используемым в производстве алюминия . По дипломатическим соображениям, для охраны шахт нельзя было использовать американских солдат, поэтому Госдепартамент США набрал пятнадцать человек береговой охраны, которые были добровольно уволены и, в свою очередь, наняты на шахту в качестве охранников. Трёхдюймовые морские палубные орудия были предоставлены Кэмпбеллом и недавно прибывшим судном USCGC Northland, а также восемь пулемётов, пятьдесят винтовок и тысячи патронов . Таким образом, США сохранили нейтралитет и упредили планы Британии и Канады по возможной оккупации острова.
Датчанин Эске Брун решил, что Гренландия должна принять собственные меры для обеспечения своего суверенитета. Он обратился к гренландским проводникам и охотникам с призывом присоединиться к элитному подразделению, которому поручено патрулировать самые отдаленные районы колонии . Используя американские винтовки он руководил созданием патруля на собачьих упряжках «Сириус» (Slædepatruljen Sirius). Команда добровольцев из 15 человек состояла из коренных инуитов, датских колонистов и норвежских экспатриантов .
В 1940 году Германия не предпринимала попыток захвата Гренландии. Однако три норвежских судна достигли норвежских станций на восточном побережье. Два из них были перехвачены Королевским флотом, одно (которое было отпущено) — береговой охраной США. В нарушение нейтралитета Гренландии Королевский флот разрушил норвежские станции, что вызвало протест американцев, а немецкий разведывательный самолёт в ноябре совершил полёт над восточным побережьем, чтобы проверить состояние норвежской станции, о которой не было никаких известий.
В 1941 году ситуация изменилась, когда началась доставка самолётов по ленд-лизу в Великобританию через островные «ступеньки» в Северной Атлантике. Великобритания и Канада настаивали на создании аэродрома возле мыса Фэруэлл. Это заставило США и правительство Гренландии оформить американский протекторат, чтобы сохранить нейтралитет острова. После проведения исследований в 1940 и 1941 годах были определены два места для размещения авиабаз, а также военно-морской базы, расположенной недалеко от Ивиттуута. Американские базы и станции носили кодовые названия Blueie West и Bluie East.
Президент Франклин Делано Рузвельт проявлял большой личный интерес к судьбе Гренландии. 9 апреля 1941 года, в годовщину немецкой оккупации, датский посланник Кауфман, вопреки указаниям своего правительства, подписал исполнительное соглашение с госсекретарем Корделлом Халлом, разрешив присутствие американских войск и сделав Гренландию де-факто протекторатом США. Криолитовый рудник в Ивиттууте был уникальным активом, который позволил Гренландии довольно хорошо управлять экономикой во время войны. США снабжали остров и посылали патрульные суда для обследования восточного побережья Гренландии, хотя эта деятельность и была ограничена сезонными льдами. Береговая охрана, в сотрудничестве с Эске Бруном, создала санный патруль Северо-Восточной Гренландии, состоящий из 15 человек, многие из которых были бывшими охотниками в этом районе. Их задачей было патрулирование побережья с целью обнаружения любой немецкой активности. Однако в 1941 году попытки высадки войск Германии не было, хотя в сентябре был встречен норвежский траулер пополнения запасов Buskø. Среди безобидных в остальном членов экипажа и пассажиров был гражданский норвежец, который намеревался предоставлять сводки погоды для немецких контактов в Норвегии. Это судно было захвачено и доставлено в Бостон береговой охраной. В 1941 году корабли Королевского флота продолжали мешать работе метеостанций на восточном побережье. Пара разведывательных самолётов из Норвегии пролетели над Скорсбисундом.

## Участие в войне
Гренландия вступила в войну сразу после США 11 декабря 1941 года. Сохранявшаяся до этого связь с Копенгагеном была прервана, были введены пайки и переход на летнее время, печатались местная валюта и марки. В 1942 году армия США взяла на себя охрану рудника Ивиттуут, и боевые патрули начали выполняться из Bluie West One, который стал штаб-квартирой как Гренландского патруля береговой охраны, так и Гренландского базового командования ВВС США (USAAF). Летом в Bluie East Two была создана третья авиабаза.
Население Гренландии, состоявшее из 18 000 местных жителей и менее 500 датчан, пополнилось тысячами американских военнослужащих. Отношения с американцами были отличными, поскольку они сообщали новости, доставляли провизию, гуманитарную помощь и организовывали развлечения для жителей, а также значительно расширили инфраструктуру острова. В 1944 году в Филадельфии была отчеканена монета номиналом пять крон для Гренландии. Коммерческие интересы Гренландии в Северной Америке поддерживались делегацией Гренландии при содействии Кауфмана и Сване. Брун остался в Гренландии в качестве главы объединённой администрации.

### Немецкие метеостанции
Как союзники (в частности, Великобритания), так и Германия пытались установить монополию на данные о погоде в Северной Атлантике и Северном Ледовитом океане. Метеорологическая разведка была очень важна, поскольку она влияла на военное планирование и маршруты кораблей и конвоев. Гренландия стала важной частью этой «погодной войны» в Северной Атлантике. Начиная с августа 1942 года, немцы установили четыре тайные метеостанции на восточном побережье. Первая станция была найдена на острове Сабин весной, но была успешно выведена из строя ещё до нападения. Вторая станция на острове Шаннон успешно работала зимой, но весной 1943 года и была выведена из строя с помощью авиации. Две оставшиеся станции в октябре 1944 года были взяты береговой охраной.
Немецкая метеостанция Хольцауге в заливе Ханса на северо-восточном побережье острова Сабин была обнаружена командой лыжного патруля 11 марта 1943 года. Немцы поняли, что их обнаружили, и бросились в погоню за группой, которой пришлось бросить свое оборудование (включая собачьи упряжки) и отступить к станции Клаверинг, чтобы предупредить Иба Поульсена, командира патруля. Поульсен сообщил о немецкой базе правительству Гренландии 13 марта 1943 года и попросил выдать ему автоматическое оружие и дальнейшие распоряжения. Губернатор Брун официально объявил патруль «Армией Гренландии» и назначил Поульсена его капитаном с 15 марта.
Немцы напали на Клаверинг 23 марта 1943 года, захватили, а через два дня сожгли станцию. Хотя в перестрелке они не пострадали, весь находившийся там контингент санного патруля был вынужден совершить 400-мильный поход к станции на острове Элла без саней, продовольствия и снаряжения. 26 марта, возвращаясь на остров Сабин, немцы устроили засаду капралу Эли Кнудсену в Сандоддене и случайно убили его очередью из пулемёта, когда стреляли в его собак. В конце апреля лейтенант Герман Риттер, командовавший немецким отрядом, был взят в плен Мариусом Йенсеном, членом санного патруля, и доставлен к американцам после долгого путешествия к проливу Скорсби.

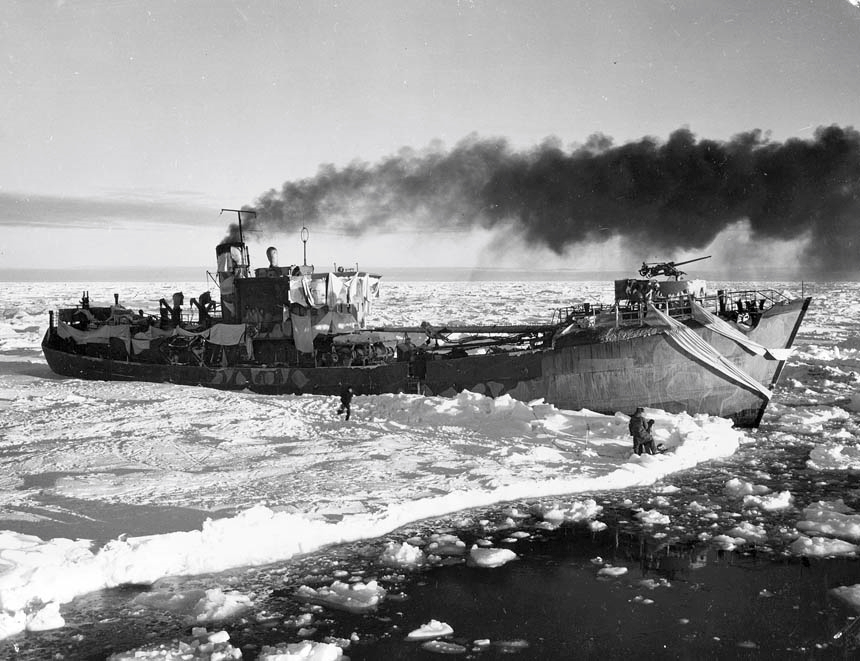
Экстернштайн вскоре после захвата «Восточным ветром».

Немецкая база на Сабине была разбомблена бомбардировщиками ВВС США из Исландии. Затем она была захвачена десантом береговой охраны, но весь немецкий персонал, за исключением одного человека, уже был эвакуирован самолётом Dornier Do 26. Помимо перестрелки между немецкими самолётами и американскими кораблями, это была единственная наступательная воздушная операция на материковую часть Гренландии. Формирование американских ВВС атаковало станцию 14 мая, чтобы сделать её дальнейшее использование немцами невозможным. 22 апреля 1944 года шесть членов санного патруля атаковали метеостанцию Bassgeiger, и в ходе завязавшейся перестрелки погиб немецкий лейтенант. Впоследствии станция была эвакуирована 3 июня.
Последняя немецкая метеостанция «Эдельвейс II» была захвачена войсками армии США, а её экипаж взят в плен 4 ноября 1944 года. Американские войска высадились с ледокола USCGC Eastwind, который позже передал пленных на USCGC Storis. Немецкое транспортное судно Externsteine, которое пополняло запасы станции, было захвачено Eastwind, переименовано в Eastbreeze и введено в строй береговой охраны США.
Во время войны Гренландия играла важную роль в воздушном сообщении Северной Атлантики, но роль острова как основной базы для средств противолодочной борьбы была затруднена из-за неблагоприятной погоды, зимней темноты и сложной логистики. В течение длительного периода на Blueie West One выполнялся полёт шести PBY Catalinas VP-6 (CG), выполняющих самые разные миссии.

## Последствия
5 мая 1945 года жители Гренландии праздновали освобождение Дании в Нууке. Администрация Гренландии под руководством Эске Бруна сдала свои чрезвычайные полномочия и вновь перешла под прямое управление Копенгагена. Кауфман вернулся в Копенгаген, где с него были сняты обвинения в государственной измене, а датский парламент ратифицировал соглашение с США. Присутствие Соединённых Штатов продолжало уменьшаться, пока соглашение Кауфмана-Халла не было заменено новым базовым договором в 1951 году. Американское присутствие принесло с собой каталоги Sears, с помощью которых гренландцы и датчане заказывали по почте современную бытовую технику и другие товары. Успешный опыт независимой Гренландии привёл к резкой перестройке и модернизации политики Дании в отношении колонии.
Гренландский санный патруль понёс только одну потерю во время войны — капрал Эли Кнудсен в марте 1943 года.
Остатки полицейского участка в Клаверинге существуют и по сей день. Единственным полностью сохранившимся строением является флигель, так как он не был сожжён немцами. Остальное хорошо сохранилось в арктических условиях.

## В искусстве
- Фильм «Хороший предатель[англ.]» посвящён подписанию соглашения между Гренландией и США при участии датского посла в США Хенрика Кауфмана.
- В одной из сцен романа «Маньчжурский кандидат[англ.]» присутствует американец, участвовавший в операции по ликвидации немецких метеостанций в Гренландии, рассказывающий о своём опыте.
- Роман «Ледяные братья» (англ. Ice Brothers) авторства офицера Береговой охраны США Слоуна Уилсона[англ.] повествует об экипаже, который участвовал в патрулировании побережья Гренландии, и обо всех трудностях, с которыми сталкивался экипаж.